# Eleonora de Toledo
Eleonora av Toledo, född Leonor Álvarez de Toledo 11 januari 1522 i Alba de Tormes, död 17 december 1562 i Pisa, var en spansk adelsdam, hertiginna av Florens, gift 1539 med hertigen av Florens, Cosimo I av Medici. Hon har blivit kallad förebilden för den moderna rollen för en så kallad "första dam". Hon var ibland regent av Florens under makens frånvaro: 1541 och 1543, 1544-1545, och 1551–1554.

## Biografi
Eleonora var dotter till den spanske adelsmannen Don Pedro Álvarez de Toledo, andre markis av Villafranca och spanske kungens vicekung i Neapel, och Maria Osorio: hon var brorsdotter till hertigen av Alba. Äktenskapet arrangerades eftersom familjen Medici, som nyligen hade fått hertigstatus, ville höja sin status i den europeiska adelns ögon genom att få in "kungligt blod" genom Eleonora, vars familj var avlägset släkt med den spanska kungafamiljen: detta var också en tid av spansk dominans i Italien, och genom äktenskapet skapades en allians mellan Spanien och Florens som förmådde Spanien att dra tillbaka sina trupper från Toscana. Eleonora och Cosimo fick elva barn.       
Cosimo uppmuntrade Eleonora att spela en synlig offentlig roll, delvis i en önskan att visa upp en idealiserad familjebild för att ge ett annat intryck än sina företrädare, som var kända för sitt fria sexualliv, vilket då ansågs skandalöst: en stabil familj skulle symbolisera en stabil stat. Agnolo Bronzino engagerades för att måla av Eleonora med hennes äldste son, vilket betraktas som det första officiella porträttet av en gemål med arvtagare. Eleonora inbjöd jesuitorden att etablera sig i Florens, grundade kyrkor och beskyddade konstnärer, bedrev välgörenhet och skötte familjens affärer. Hon stödde lojalt makens politik, var vid flera tillfällen regent under hans frånvaro och var känd som en kontaktkanal genom vilken man kunde få audiens hos maken. Det är dock inte känt om hon någonsin hade någon självständig politisk roll. 
Eleonora ogillades initialt eftersom hon kom från Spanien, och hon beskrevs också som strikt, men det beskrivs också hur hon skrattade glatt vid underhållning, som då en turkisk skådespelare fick sina kläder avslitna på scen och avslöjade en konstgjord penisattrapp. Hon intresserade sig för spel och dyrbara kläder och flyttade ofta omkring mellan makens palats. 
Legenden hävdar att hennes son Garcia dödade sin bror Giovanni, varpå maken Cosimo dödade Garcia och Eleonora dog av sorg: moderna undersökningar har dock visat att Giovanni, Garcia och Eleonora dog 1562 av malaria.

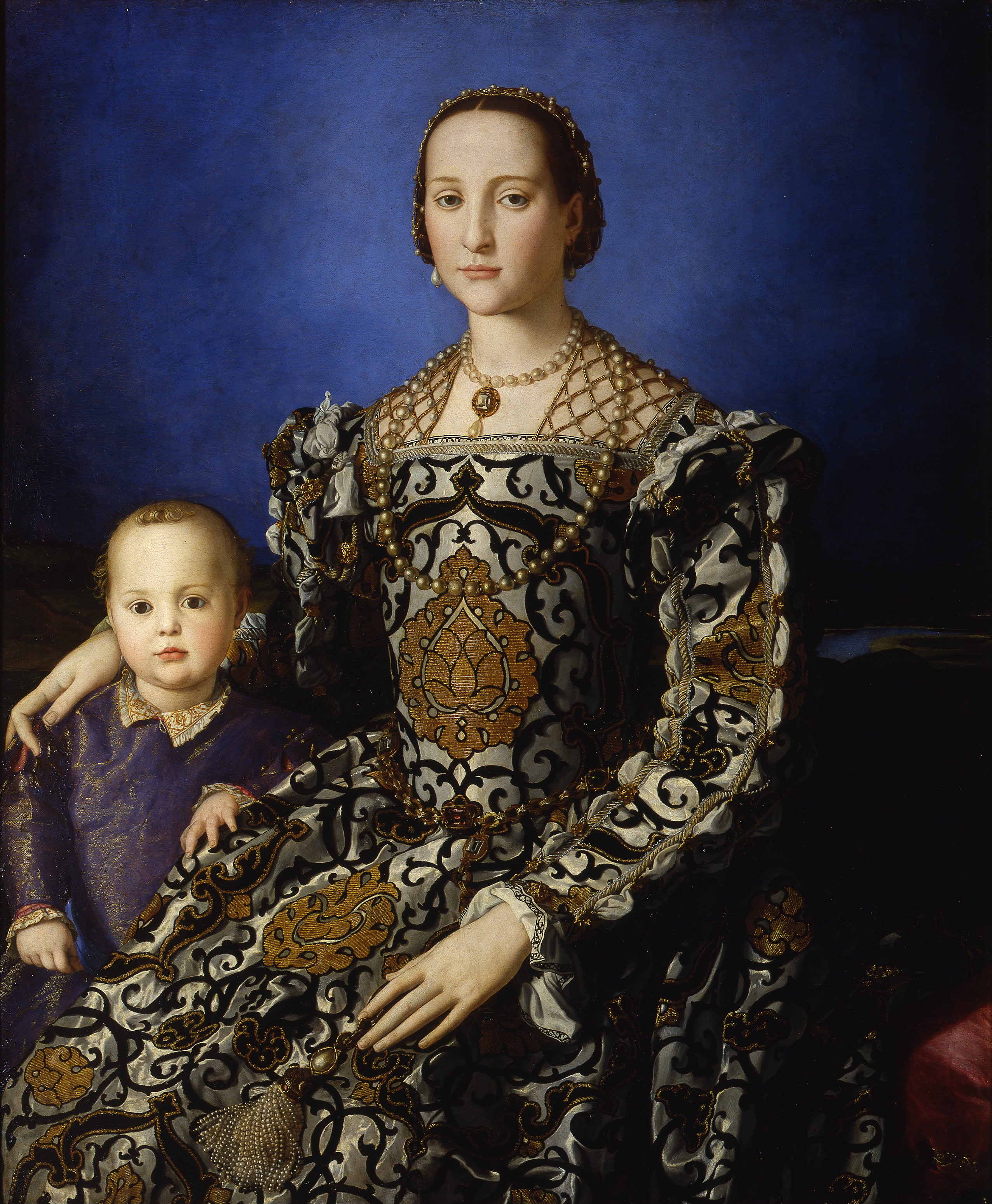
Porträtt av Eleonora av Toledo och hennes son Giovanni de' Medici, målad av Bronzino år 1545. Legenden sade länge att hon begravdes i denna klänning, men det visade sig vara fel.